# USS Perch (1936)
De USS Perch (SS-176) was een Porpoiseklasse onderzeeër van de United States Navy, het eerste marineschip met de naam "perch", een vissoort die behoort tot de Percidae-familie. Zijn kiel werd gelegd op 25 november 1935 door de Electric Boat Company, in Groton, Connecticut. De tewaterlating gebeurde op 9 mei 1936, de doop door Mrs. Thomas Withers en hij kwam in dienst op 19 november 1936, met luitenant-commandant George C. "Turkey Neck" Crawford als eerste bevelhebber.

## Geschiedenis
Na zijn proefvaarten in de Noordelijke Atlantische Oceaan, werd de USS Perch in november 1937 ingedeeld bij de United States Pacific Fleet, waar hij diende bij Submarine Squadron 6 (SubRon 6). Het volgende voorjaar nam hij deel aan de jaarlijkse vlootoefening en ondernam hij enige opdrachten. Onder meer een onderzoek nabij de eilandengroep Aleoeten, waar hij tevens binnenvoer in de Beringzee. In het voorjaar van 1939 nam de USS Perch deel met de vloot aan het jaarlijkse vlagvertoon langs de Oostkust van de Verenigde Staten.
In oktober 1939 vertrok de USS Perch naar San Diego (Californië) en van daaruit naar Manilla in de Filipijnen. Aldaar werd zij aangewezen tot divisievlaggenschip en maakte in 1940 een reis voor vlagvertoon naar Tsingtao en Shanghai. Zij bracht het jaar voor het uitbreken van de oorlog door met allerlei kleine opdrachten rond de Filipijnen. Een week voor de Japanse Aanval op Pearl Harbor ontmoette de Perch een tweetal transportenschepen nabij Shanghai en escorteerde het 4e Mariniers-regiment vanaf China naar de Filipijnen.

## Tweede Wereldoorlog
Bij het uitbreken van de vijandelijkheden was de USS Perch, nu onder bevel van kapitein-ter-zee David A. Hurt in Cavite aan de Navy Yard. Hij droeg bij aan de overhaaste ontruiming van de vlootbasis op 10 december 1941 en nam vanaf een veilige positie waar hoe de stad en de basis door bommenwerpers werden vernietigd.
Die nacht glipte de USS Perch door het mijnenveld van Corregidor en verkende de wateren tussen Luzon en Formoza (Taiwan), op zoek naar vijandelijke doelwitten. Vanwege de afwezigheid van doelwitten trok hij verder naar een gebied nabij Hong Kong. Op kerstnacht lanceerde hij vier torpedo's naar een groot vijandelijk vrachtschip, maar alle torpedo's misten hun doel. Enkele dagen later had hij meer succes met het torpederen van een vrachtschip. Vijandelijke escorteschepen verhinderden waarneming van het resultaat.
De USS Perch vertrok naar het zuiden van Darwin voor schadeherstellingen en deed verscheidene onsuccesvolle aanvallen onderweg. Hij maakte daarna een patrouillereis naar Kendari, Celebes (Sulawesi), tussen 8 en 25 februari 1942. Aldaar verkende hij de haven en deed een aantal pogingen de nauwe ingang te passeren om in een aanvalspositie te komen.
Na een week met veel nabije contacten met de vijand en met veel verzamelde informatie, hield de USS Perch een zuidelijke koers aan op zoek naar vijandelijke schepen. Op een nacht viel hij een groot vrachtschip aan nabij de oostelijke kust van Celebes. Het schip verdedigde zich fel en trof de Perch met een hoog-explosieve granaat net voor de commandotoren. Dit blies het brugdek weg, beschadigde het antenneomhulsel en maakte zijn radio tijdelijk onklaar. Door een dappere inspanning van de bemanning werd de schade 's nachts aan de oppervlakte gerepareerd, in wateren die wemelden van vijandelijke schepen. De Amerikaanse onderzeeboot werd niet opgemerkt waardoor hij daarna haar reis kon voortzetten op 28 februari 1942 naar de Javazee.
Op de avond van 1 maart 1942 kwam de USS Perch (SS-176) boven water op zo'n 30 zeemijl (55 km) ten noordwesten van Soerabaja, Java. Hij begon daar met voorbereidingen voor een aanval op een vijandelijke konvooi met landingstroepen die naar het westen van Soerabaja opstoomde. Twee Japanse torpedobootjagers merkten hem op en gingen tot de aanval over wat haar dwong tot een noodduik. Hij werd geraakt door een reeks dieptebommen en belandde op 135 voet (41 m) diepte op de zeebodem. Vervolgaanvallen met dieptebommen veroorzaakten uitgebreide schade, stelden de stuurboordmotor buiten bedrijf en veroorzaakten talloze lekkages. Na de benodigde reparaties om de lekken te stoppen kwam hij om 2:00 weer aan de oppervlakte maar werd spoedig alweer onder water gedreven door torpedobootjagers. Het ontsnappen van olie en perslucht gaf de Japanners het idee dat de USS Perch was vergaan en zij vertrokken om elders de jacht voort te zetten. Zwaar beschadigd kon de Perch alsnog ontsnappen.
Met zijn dekken geregeld overspoeld en één motor in bedrijf repareerde de bemanning elke schade die ze kon verhelpen. In de vroege ochtend van 3 maart werd een testduik gedaan met bijna fatale gevolgen. Vakkundig handelen en een dosis geluk maakten het mogelijk dat hij weer aan de oppervlakte kwam. Tot overmaat van ramp werd hij gevonden door twee kruisers en drie torpedobootjagers die prompt het vuur openden. De lamgeslagen duikboot werd talloze malen geraakt en om slachtoffers te voorkomen gaf commandant Hurt het bevel "Abandon ship, scuttle the boat.". Met de gehele bemanning in veiligheid maakte de USS Perch zijn laatste duik.
Voor zijn moedige inspanningen, bij het helpen met het verlaten van de bemanning, uit de zinkende onderzeeboot, werd Luitenant Ie-Klas Kenneth G. Schacht geëerd met het Navy Cross. De USS Perch (SS-176) werd geschrapt van het Naval Vessel Register op 24 juni 1942.
De nog voltallige bemanning werd krijgsgevangengenomen door een Japanse torpedojager. Van de 45 man en vijf officieren stierven er zes door de ondervoeding en ontberingen in Japanse krijgsgevangenkampen. Alle anderen konden naar de Verenigde Staten terugkeren na Victory over Japan Day.

## Onderscheidingen
De USS Perch (SS-176) kreeg een Battle Star voor zijn deelname in de Tweede Wereldoorlog.

## Trivia
Op 23 november 2006 werd het wrak van de USS Perch bij toeval gevonden door een internationaal duikteam. Zij waren op zoek naar de HMS Exeter die in hetzelfde gebied tot zinken was gebracht.